# Informační technologie
Informační technologie, zkráceně IT, je odvětví techniky, které se zabývá tvorbou, zaváděním a zdokonalováním procesů a metod sběru (shromažďování), kontroly, zpracování, uchování, vyhledávání, řízení, výměny, zobrazování, zpřístupňování a využívání dat a informací, zahrnující automatizaci těchto procesů. Je součástí širšího oboru – informační a komunikační technologie. Pojem informační technologie se více zaměřuje na klasické rozdělení hardware, software, sítě, metodiky, zatímco příbuzný pojem informatika akcentuje práci s daty a informacemi.

## Vymezení oboru
Výraz informační technologie (anglicky Information technology, dříve information technologies) definují různí autoři takto:
- Technologie určená pro sběr, zpracování, řízení, kontrolu, zobrazení, vyhledávání a využívání dat a informací, zahrnující automatizaci těchto procesů.[1]
- Souhrnný název pro technologie, které mají vztah ke shromažďování, výměně, uchování, zpracování a zpřístupnění informací.[2]
- Systémy, zařízení, komponenty a software, nezbytné k zajištění vyhledávání (anglicky retrieval), zpracování a uchovávání informací ve všech oblastech lidské činnosti (domácnosti, úřady, podniky atd.), jejichž použití obecně vyžaduje použití elektroniky nebo podobné technologie.[3]
- Široká oblast týkající se všech hledisek řízení a zpracování informací, zejména ve velké organizaci nebo podniku.[4]
- Prostředky a metody sloužící k práci s daty a informacemi.[5]
- Technika (výpočetní, telekomunikační, přenosová a organizační), která slouží ke zpracování informací, jakož i její programové vybavení a organizační uspořádání.[6]
- V užším smyslu metody, postupy a způsob sběru, uchování, zpracování, ověřování, vyhodnocování, selekce, distribuce a včasného doručení potřebných informací ve vyžadované formě a kvalitě, v širším slova smyslu i technické a programové prostředky, které zajišťují, případně podporují realizaci výše uvedených činností.[7]
- Systém metod, programů, postupů, aktivit, kterými se provádí maximální využití blízkých i vzdálených zdrojů, a to prostřednictvím komunikace v počítačových sítích s cílem nalézt optimální řešení stanovených problémů, nebo dosáhnout své záměry, zda uspokojit své potřeby.[8]

Středoevropský termín informační technika se používá buď jako synonymum termínu informační technologie, nebo se (správněji) omezuje na fyzickou (organizační, výpočetní, reprografickou a případně i telekomunikační) techniku používanou při práci s informacemi.